# Benjamin Patersen

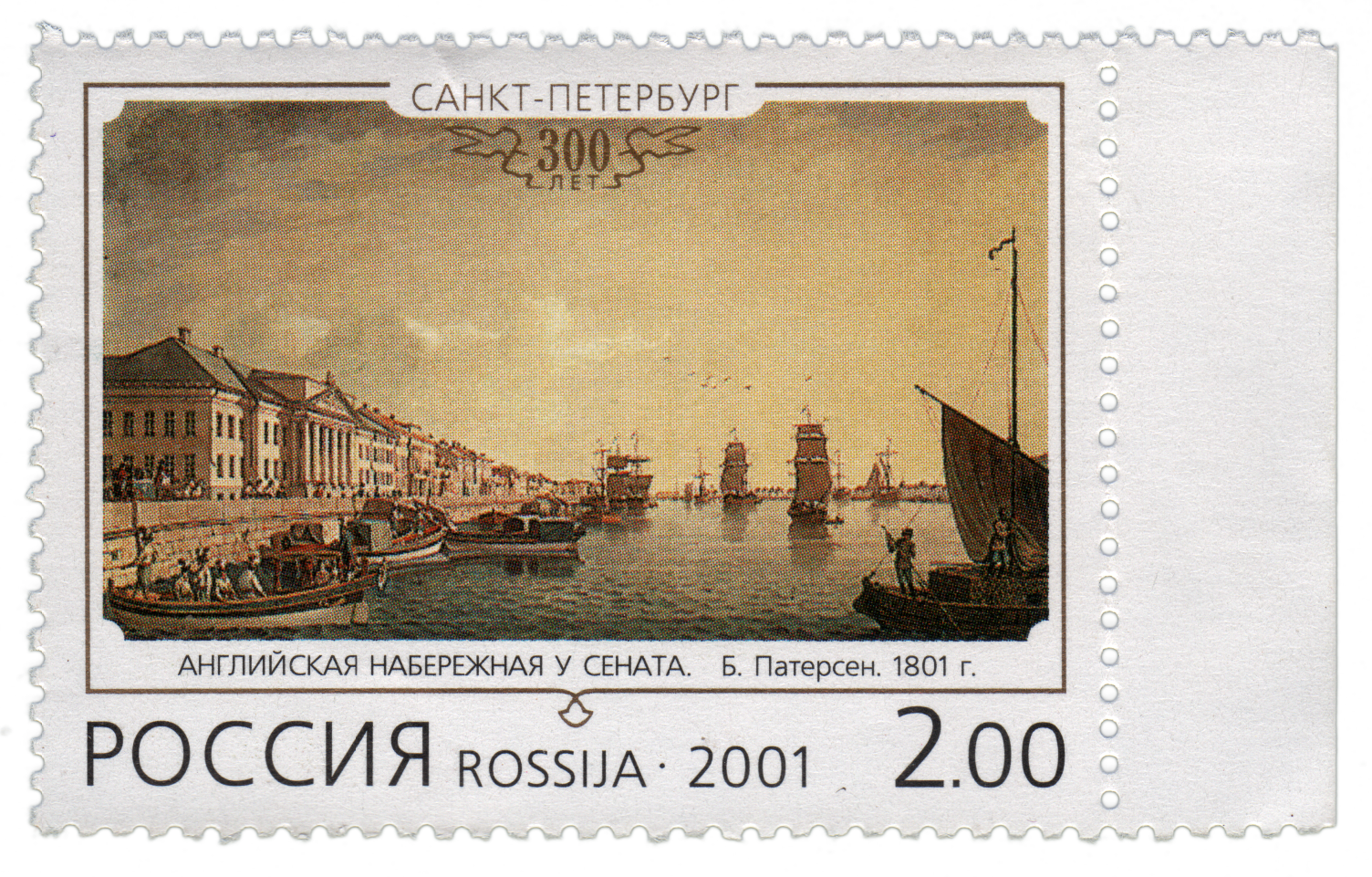
Francobollo russo con la vista di Patersen sull'argine inglese.

Benjamin Patersen o Patersson (in russo Бенжамен Патерсен?) (Varberg, 2 settembre 1748 o 1750 – San Pietroburgo, 1815) è stato un pittore svedese naturalizzato russo, noto principalmente per i suoi paesaggi urbani.

## Biografia
Era nato a Varberg da una famiglia di doganieri Studiò arte a Göteborg con Simon Fick e presto divenne un membro della locale società d'arte. Alla fine del 1770 si recò in Polonia, Lettonia e Lituania. Dal 1774 al 1786 risiedette e lavorò a Riga.
Nel 1787 Patersen arrivò a San Pietroburgo. Secondo il suo annuncio, del 22 gennaio 1787 sul quotidiano Sankt-Peterburgskie Vedomosti, alloggiava nella casa n. 154 vicino al Ponte Blu. Patersen si sposò nel 1791 e battezzò sua figlia nel 1795 nella chiesa di Santa Caterina.
Non perse mai i contatti con la Svezia, ed è noto che vi ritornò nel 1806. Dal 1790 inviò le sue opere alle mostre annuali della Reale Accademia delle Belle Arti svedese, della quale, nel 1798, divenne membro.
A metà degli anni 1790 ricevette il primo contratto dalla Corte imperiale. Ben presto fu nominato pittore di corte.

## Arte ed eredità
Sebbene avesse iniziato come ritrattista, all'età di 38 anni Patersen si concentrò sui paesaggi urbani e dopo essersi trasferito a San Pietroburgo dedicò la sua arte a quella città. Intorno al 1800, su commissione dello zar Paolo I, realizzò una serie di opere raffiguranti le rive della Neva, che gli valsero la nomina a pittore di corte.
La maggior parte dei suoi paesaggi urbani presenta la linea dell'orizzonte definita e il bluastro tra i toni dorati. Il cielo e le acque della Neva giocano spesso ruoli significativi nella composizione. Patersen ritrasse la maggior parte degli edifici importanti della fine del XVIII secolo a San Pietroburgo, tra cui il Castello Michajlovskij, l'Accademia russa di belle arti, il Palazzo di Tauride, ed altri ancora.
Realizzò oltre 100 paesaggi urbani di San Pietroburgo; 33 a olio, il resto acquerelli o incisioni colorate. Nel loro insieme, rappresentano una testimonianza storica insostituibile della città com'era allora. La maggior parte delle sue opere sono attualmente esposte all'Ermitage.

## Opere selezionate

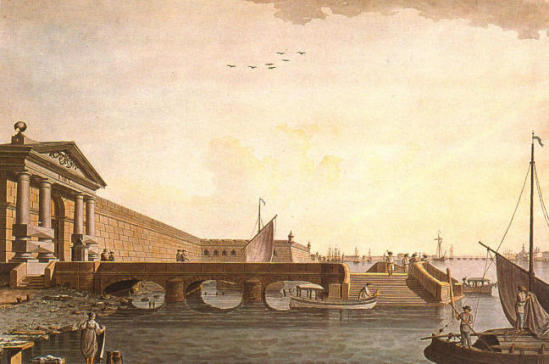
Porta sulla Neva, Fortezza di Pietro e Paolo
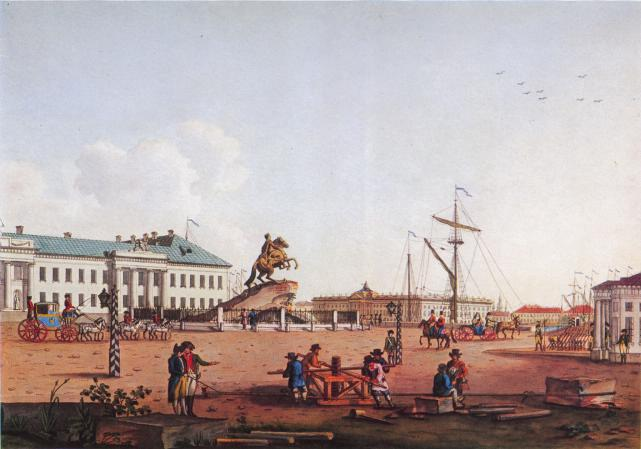
Piazza del Senato
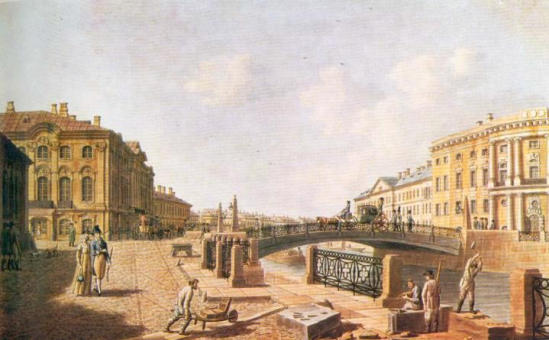
Ponte Verde
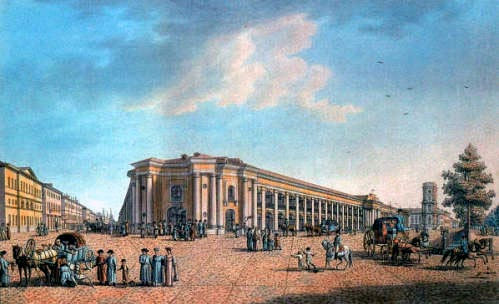
Grande Gostiny Dvor
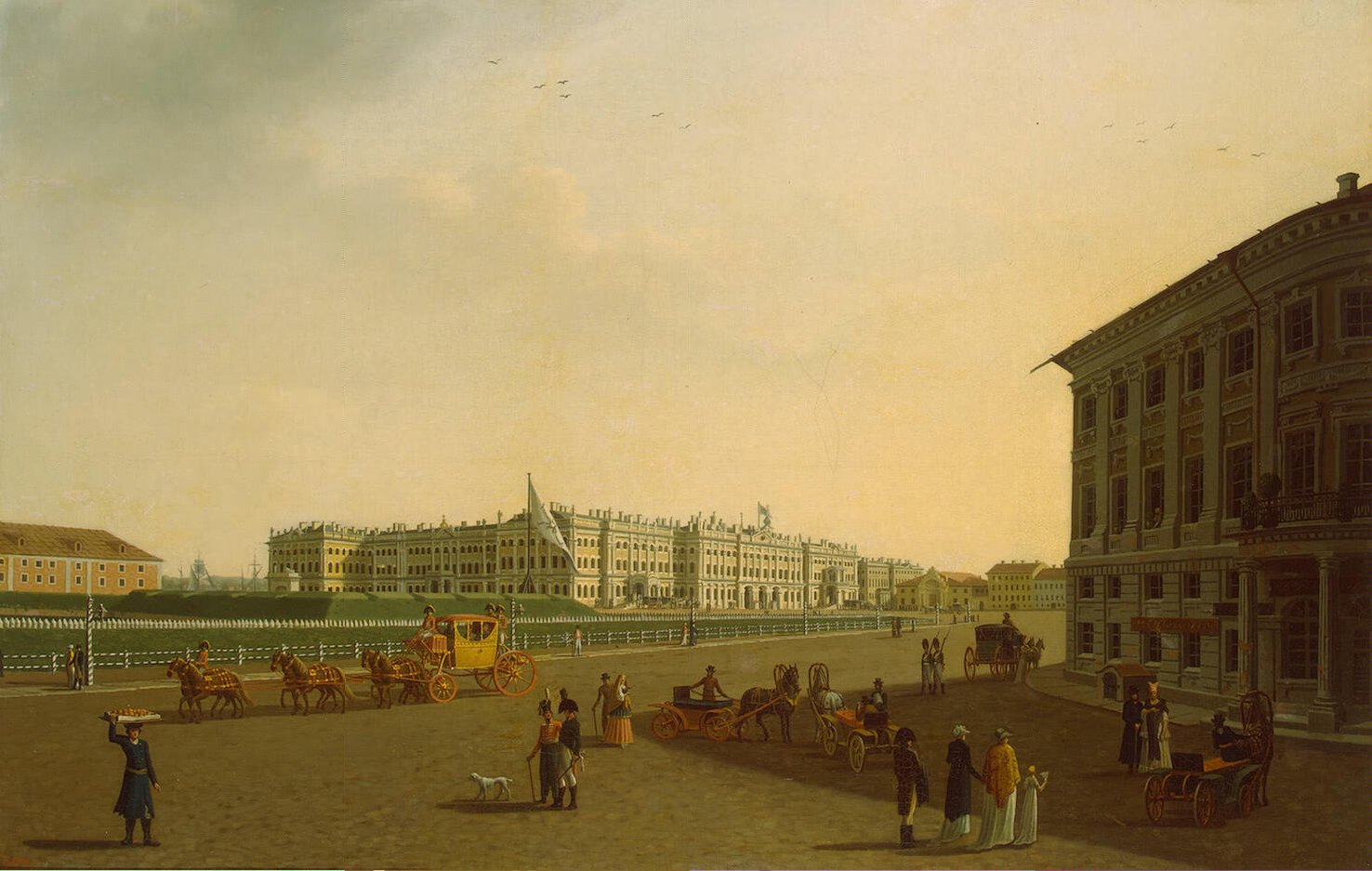
Vista della Piazza del Palazzo e il Palazzo d'Inverno dall'inizio della Prospettiva Nevskij
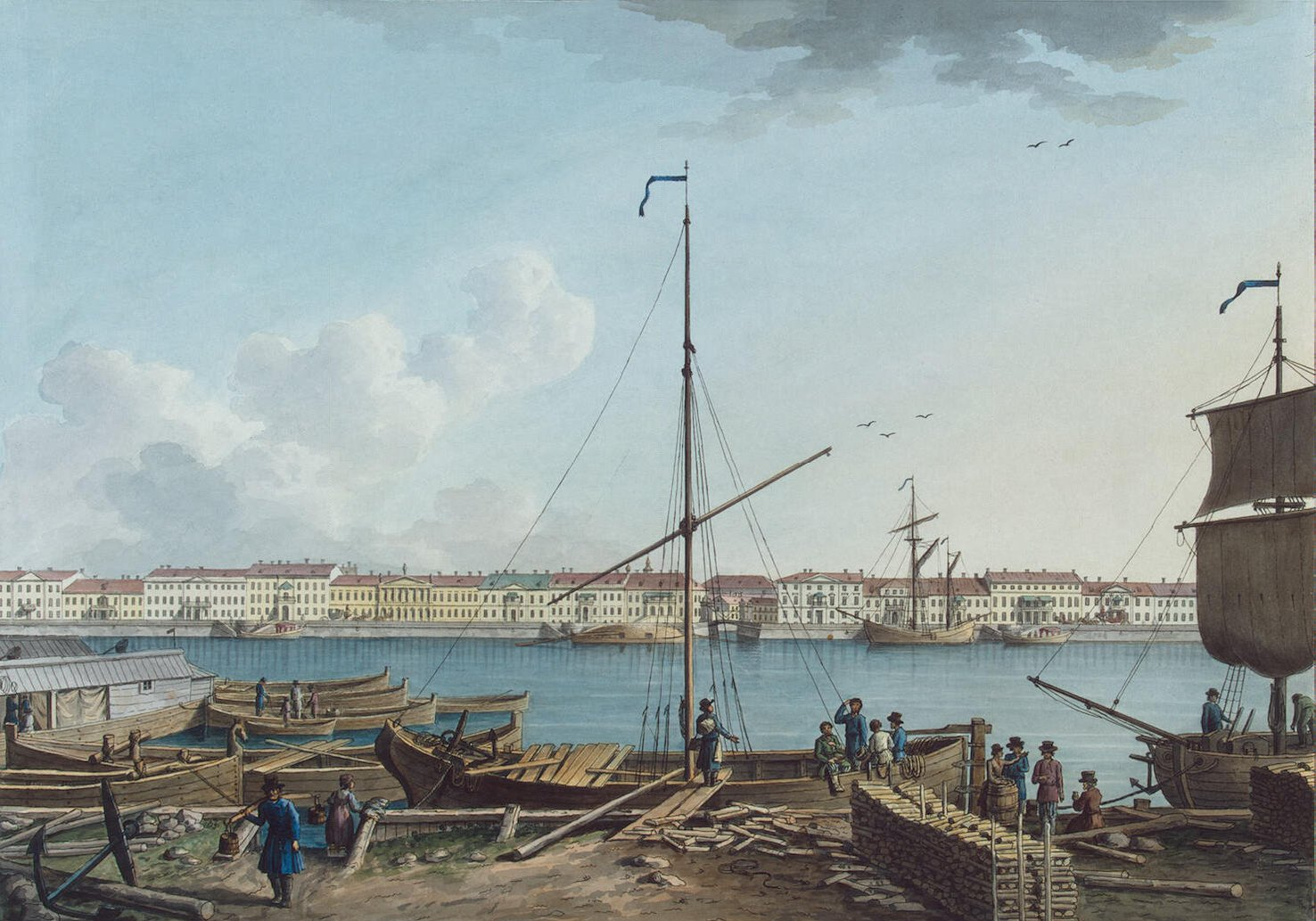
La "Riva inglese" dall' Isola Vasil'evskij
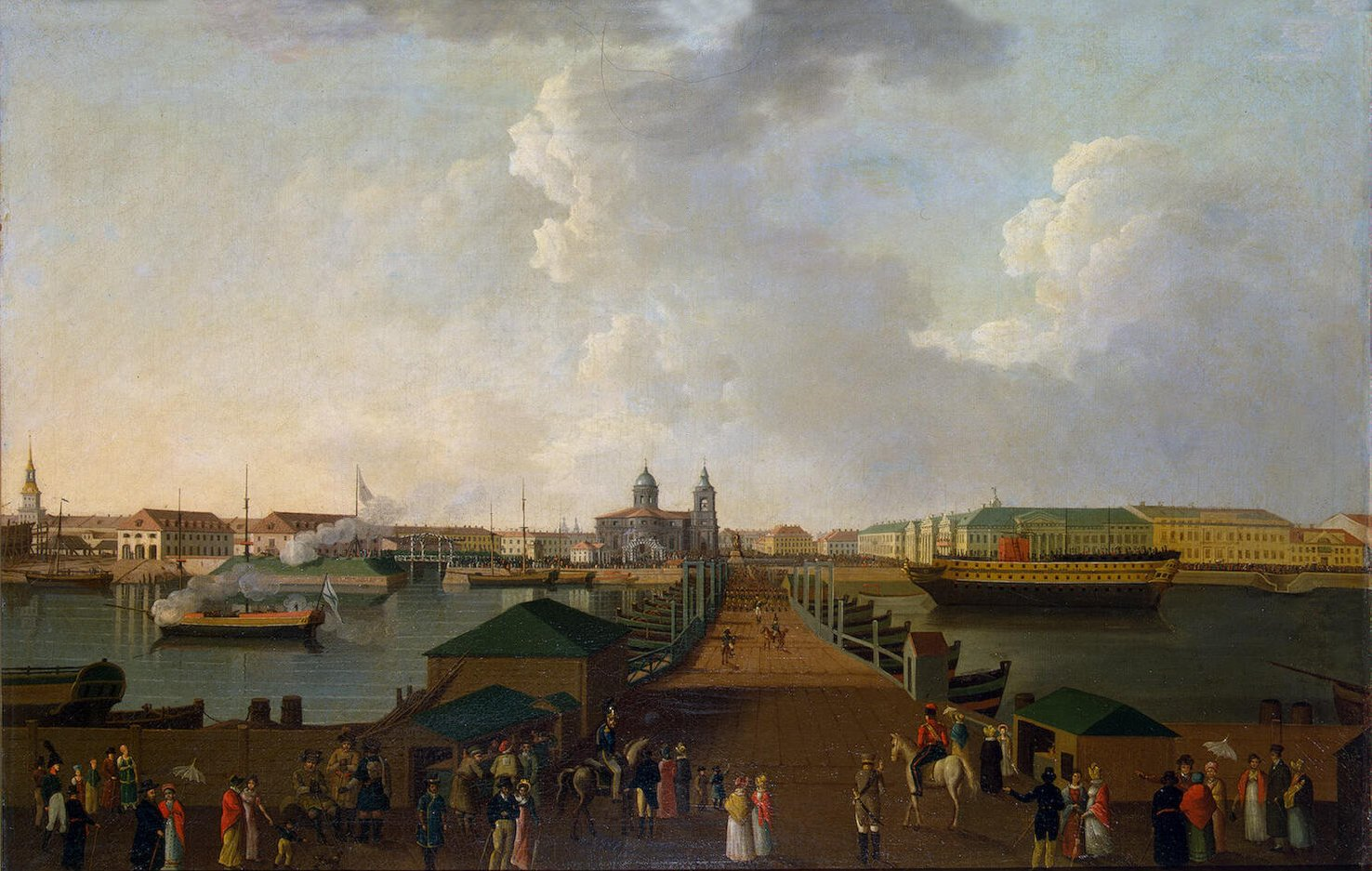
Vista di San Pietroburgo nel giorno della celebrazione del centenario della città.